# الصافرات (فلم)
الصافرات (بالرومانية: La Gomera) فيلم جريمة وإثارة روماني لعام 2019، من إخراج كورنيليو بورومبويو وبطولة فلاد إيفانوف. يتابع الفيلم الشرطي كريستي، وهو يشرع مع الفاتنة جيجي في سرقة عالية المخاطر، ويتعين على كليهما اجتياز تقلبات وانعطافات الفساد والخيانة والخداع. عرض الفيلم لأول مرة ضمن المنافسة في مهرجان كان السينمائي لعام 2019، وتم اختياره باعتباره الإدخال الرسمي الروماني لأفضل فيلم روائي طويل دولي في حفل توزيع جوائز الأوسكار 92، لكنه لم يتم ترشيحه.

## طاقم التمثيل
- فلاد إيفانوف: في دور كريستي
- كاترينيل مارلون: في دور جيلدا
- أوجستي فيلارونجا: في دور باكو
- كريستوبال بينتو: في دور كارليتو
- سيرجيو كوستاش: في دور توما
- أنطونيو بويل: في دور كيكو
- روديكا لازار: في دور ماجدا
- سابين تامبريا: في دور زولت
- استفان تيجلاس: في دور كلوديو
- جورج بستريانو: في دور الين
- جوليتا سزوني: في دور ماما
- ديفيد أغرانوف: في دور دينيس
- أندريه باربو: في دور سائح على فاريبوت
- سيرجيو كوستاش: في دور توما[10]

## ملخص أحداث الفيلم
يصل كريستي (فلاد إيفانوف)، الشرطي من بوخارست، إلى جزر الكناري لتعلم لغة قائمة على التصفير يستخدمها المجرمون للتواصل مع بعضهم البعض. من خلال ذكريات الماضي نعرف أن كريستي متورط في عصابة لتهريب المخدرات وغسيل الأموال يتم تشغيلها من خلال مصنع مراتب، وأن مشاركته مع الفاتنة جيلدا (كاترينيل مارلون) يبدأ عملًا صارمًا لكليهما.
عندما يلتقيا لأول مرة، تتظاهر جيلدا بكونها بائعة هوى مرتفعة الأجر، حيث أن كاميرات الشرطة تتابعهما في كل مكان حتى في الفراش أثناء ممارستها الجنس معه للتمويه، وعليهم أن يأخذوا الحيلة دائماَ، لأن شقة كريستي بها كاميرات وأجهزة استماع متناثرة في جميع الأنحاء. نكتشف أن المراقبة منتشرة في كل مكان، حتى في مقر الشرطة.
يقوم كيكو (أنطونيو بويل) بتلقين كريستي دروس لغة الصفير الرائعة، حيث يتم استخدام نغمات الصفير لتحل محل العديد من أحرف العلة والحروف الساكنة، وإذا سمعت الشرطة الحوار الدائر بين أفراد العصابة، سوف يعتقدون ان الصوت هو صفير الطيور على الأشجار، ويتعين على كريستي أن يطلق صافرة لجيلدا باللغة الرومانية، والتي بدورها سوف تترجم إلى الإسبانية. (اللغة الإنجليزية هي اللغة المشتركة الوحيدة بين كريستي ومعلميه، ولكن لسبب ما، لا يطلقون صافرة فيها). يتم تقديم الأوبرا نفسها كلغة تجذب الناس أو تنفرهم.

## إنتاج وصدور الفيلم
أنتج الفيلم شركة «أفلام 42 كيلومتر» وهي مملوكة للمخرج كورنيليو بورومبويو، بالتعاون مع شركات فرنسية وألمانية، بينما استأثرت شركته بتوزيع الفيلم، وتم التصوير في رومانيا وجزر الكناري.
عرض الفيلم لأول مرة في مهرجان كان السينمائي، حيث تنافس على جائزة السعفة الذهبية لعام 2019.

## استقبال الفيلم
منح موقع الطماطم الفاسدة الفيلم تقييماً مقداره 81% بناءاً على آراء 86 ناقداً سينيمائياُ.
منح موقع ميتاكريتيك الفيلم تقييماً مقداره 77% بناءاً على آراء 27 ناقداً سينيمائياُ.
كتبت جيسيكا كيانج من مجلة فارايتي، في تقرير من مهرجان كان السينمائي، أن الفيلم: «قصة ممتعة بما يكفي من الميل للشعور ببعض الشذوذ، لكنه قد يترك محبي أفلام بورومبويو السابقة محبطين».
كتب أ. و. سكوت من نيويورك تايمز: «على الرغم من أن الفيلم هو عرض منظم ببراعة وجذاب وذكاء لمهارة صناعة الأفلام، إلا أنه أكثر أفلام بورومبويو تفصيلاً وفي بعض النواحي الأقل طموحًا».

## الجوائز والترشيحات
فاز فيلم «الصافرات» بعدد 11 جائزة، وترشح لعدد 18 جائزة كالتالي:
أكاديمية الخيال العلمي، أفلام الخيال والرعب، الولايات المتحدة الأمريكية 2021: Academy of Science Fiction, Fantasy & Horror Films, ترشح لجائزة ساتيرن لأفضل فيلم أجنبي.
مهرجان كان السينمائي 2019: ترشح لجائزة السعفة الذهبية.
جوائز كلوتروديس 2021: Chlotrudis Awards ترشح للجائزة.
جمعية كولومبوس لنقاد السينما 2021: Columbus Film Critics Association ترشح لجائزة (COFCA) لأفضل فيلم أجنبي.
مهرجان الفيلم في كولونيا 2019: Film Festival Cologne ترشح لجائزة هوليوود ريبورتر.
جوائز جوبو، رومانيا 2020: Gopo Awards, Romania فاز بجائزة أفضل فيلم – أفضل إخراج – أفضل سيناريو – أفضل تصوير – أفضل مونتاج – أفضل صوت – أفضل إدارة فنية – أفضل ممثل مساعد – أفضل ممثلة مساعدة.
جوائز جوبو، رومانيا 2020: ترشح لجوائز أفضل مكياج – أفضل ملابس – أفضل ممثلة رئيسية – أفضل ممثلة مساعدة.
مهرجان هاينان السينمائي الدولي 2019: Hainan International Film Festival ترشح لجائزة أفضل فيلم.
المهرجان السينمائي الدولي للمصورين السينمائيين ماناكي براذرز 2019: International Cinematographers' Film Festival Manaki Brothers ترشح لجائزة الكاميرا الذهبية 300.
مهرجان القدس السينمائي 2019: Jerusalem Film Festival ترشح لجائزة مؤسسة غابرييل شيروفر لأفضل فيلم عالمي.
مهرجان مونتريال للسينما الجديدة 2019: Montréal Festival of New Cinema ترشح لجائزة الجمهور.
مهرجان ميونيخ السينمائي 2019: Munich Film Festival ترشح لجائزة سين كو برو.
جوائز المجتمع لنقاد السينما عبر الإنترنت 2020: Online Film Critics Society Awards فاز بجائزة أفضل فيلم غير أمريكي.
مهرجان بالم سبرينغز السينمائي الدولي 2020: Palm Springs International Film Festival ترشح لجائزة (FIPRESCI) لأفضل فيلم أجنبي.
مهرجان اشبيلية للسينما الأوروبية 2019: Seville European Film Festival فاز بجائزة أفضل فيلم، وترشح لجائزة غولدن جيرالديلو.
مهرجان ترانسيلفانيا السينمائي الدولي 2019: Transilvania International Film Festival ترشح لجائزة الأيام الرومانية.
مهرجان فوكوفار السينمائي 2019: Vukovar Film Festival ترشح لجائزة جولدن بارج.

## روابط خارجية
- الصافرات على موقع IMDb (الإنجليزية)
- الصافرات على موقع ميتاكريتيك (الإنجليزية)
- الصافرات على موقع روتن توميتوز (الإنجليزية)
- الصافرات على موقع ألو سيني (الفرنسية)
- الصافرات على موقع أول موفي (الإنجليزية)
- الصافرات على موقع قاعدة بيانات الأفلام السويدية (السويدية)
- الصافرات على موقع قاعدة بيانات الفيلم (الإنجليزية)
- الصافرات على موقع ليتربوكسد (الإنجليزية)
- الصافرات على موقع كينوبويسك (الروسية)